# SWIFT-Analyse
Die „Strukturierte was-wäre-wenn-Technik“, englisch „Structured what if Technique“ (SWIFT), stellt eine der Methoden zur Analyse von potenziellen Gefahren dar.  Sie ist als hocheffiziente Analyse zur Risikoidentifikation einzustufen und findet heute vor allem Verwendung im Qualitätsmanagement in Risikobranchen wie beispielsweise der Nuklearindustrie oder dem Gesundheitswesen.

## Hintergrund
Probleme können in vielfältigem Umfeld entstehen. Die Betonung liegt auf „können“. In der Vergangenheit wurden Fehler meist erst behoben, wenn sie bereits entstanden waren. Dies verursacht neben Mehrkosten auch Störungen des Prozessablaufes, eine verminderte Qualität und damit unzufriedene Kunden. Ziel ist es also, dass Probleme nicht rückwirkend bekämpft werden sollen, sondern angegangen werden und beseitigt sind, bevor sie entstehen.
In den sechziger Jahren des 20. Jahrhunderts wurden die ersten Methoden der Gefahrenanalyse entwickelt. Ihren Einsatz fanden diese zunächst in der Industrie. Erst in den neunziger Jahren wurden die Techniken auch im Gesundheitswesen populär.
Heute ist das Risikomanagement nicht nur Teil des Qualitätsmanagementsystems, sondern ist fester Bestandteil der Voraussetzungen für eine Akkreditierung. In der DIN-Norm 14971:2013-04 Absatz 4.4 „Einschätzung des Risikos bzw. der Risiken für jede Gefahrensituation“ ist vorgeschrieben, dass
„Für jede identifizierte Gefährdungssituation […] das zugehörige Risiko bzw. […] die zugehörigen Risiken unter Verwendung verfügbarer Informationen oder Daten einzuschätzen sind. Für Gefährdungssituationen, bei denen die Wahrscheinlichkeit des Auftretens eines Schadens nicht eingeschätzt werden kann, ist eine Aufstellung der möglichen Auswirkungen zur Verwendung bei der Risikobewertung und Risikobeherrschung zu erarbeiten. Die Ergebnisse […] müssen in der Risikomanagementakte aufgezeichnet werden.“

## Aufbau
Die SWIFT-Analyse differenziert sich in Aufbau und Struktur deutlich von anderen Methoden. Anders als bei der FMEA-Analyse (failure mode and effects Analysis) oder des PAAG-Verfahrens (Prognose, Auffinden der Ursache, Abschätzen der Auswirkungen, Gegenmaßnahme) besitzt die SWIFT-Analyse keine vorgegebenen Dokumentations- oder Arbeitsabläufe. Sie basiert auf einem Brainstorming, welches von einem Spezialisten-Team erarbeitet werden soll. Wichtig ist hierbei, dass es sich nicht ausschließlich um Personen handelt, die den theoretischen Hintergrund für einen Prozess aufweisen (bspw. Produktmanager), sondern vor allem diejenigen, die durch praktischen Bezug und Hintergrundwissen eine fundierte Bewertung zu eventuellen Risiken, Auswirkungen und Maßnahmen abgeben können.
Um am Ende der Analyse eine Risikomatrix erstellen zu können, müssen vor Beginn des Brainstormings die wichtigsten Fakten in sogenannte Kategorien eingeteilt werden. Jede Kategorie entspricht einem Prozessbezogenen Schlagwort, welches ein Problem beschreibt. Während dieses Prozesses ist es wichtig, den Bezug zu wichtigen Fragestellungen wie beispielsweise „Was wäre wenn … passiert?“ oder „wie kann/konnte … passieren?“, nicht zu verlieren. Diese Fragestellungen regen oft dazu an, nicht nur an theoretische Prozessfehler zu denken, sondern beziehen indirekt auch die Denkweise des Kunden bzw. des Patienten mit ein.
Die „Strukturierte was-wäre-wenn-Technik“ ist nicht für die Identifizierung von Mehrfachfehlern geeignet.
Am Beispiel eines Druckluftversorgungssystems wird der Aufbau einer solchen Risikomatrix erläutert:
Spalten der Matrix:
1. Kategorie z. B. Fehlfunktion von Anlagenteilen und Instrumentierung
2. What if z. B. Ausfall des Verdichters
3. Auswirkung z. B. Keine Druckluftversorgung
4. Maßnahmen z. B. Alarmierung durch Druckmessung am Speicher
5. Empfehlung z. B. Prüfe Erfordernis eines Back-up-Systems

Dabei kann es auch zu einer Kategorie mehrere „What ifs'“ geben.

## Vor- und Nachteile
Aufgrund der starken Fokussierung auf die wichtigsten Prozesse kann die SWIFT-Analyse meistens schneller durchgeführt werden als andere, detailorientiertere Methoden.
Jedoch bringt die erbrachte Zeitersparnis auch ihre Nachteile. Risiken, die bei kleineren Teilprozessen entstehen könnten, können übersehen werden. Teilweise wird eine SWIFT-Analyse heute in der betrieblichen Praxis (etwa bei der Volkswagen AG) auch anderen Risikoanalysen wie der FMEA vorgeschaltet.
Zusammenfassend ist die SWIFT-Analyse eine sehr effiziente Risikoidentifikationstechnik, die aber nicht als Einzelbeweis verwendet werden sollte. Im Zusammenspiel mit anderen Methoden, wie der HAZOP-Analyse, die auch weniger wichtige Teilbereiche einbezieht und somit den gesamten Prozess bewerten kann, wird sie erfolgreich eingesetzt.
Für die finale Erstellung der Risikomatrix kann insbesondere bei einer Einbindung von Diagrammen eine lückenlose Analyse durchgeführt werden.